# Míssil balístico de médio alcance

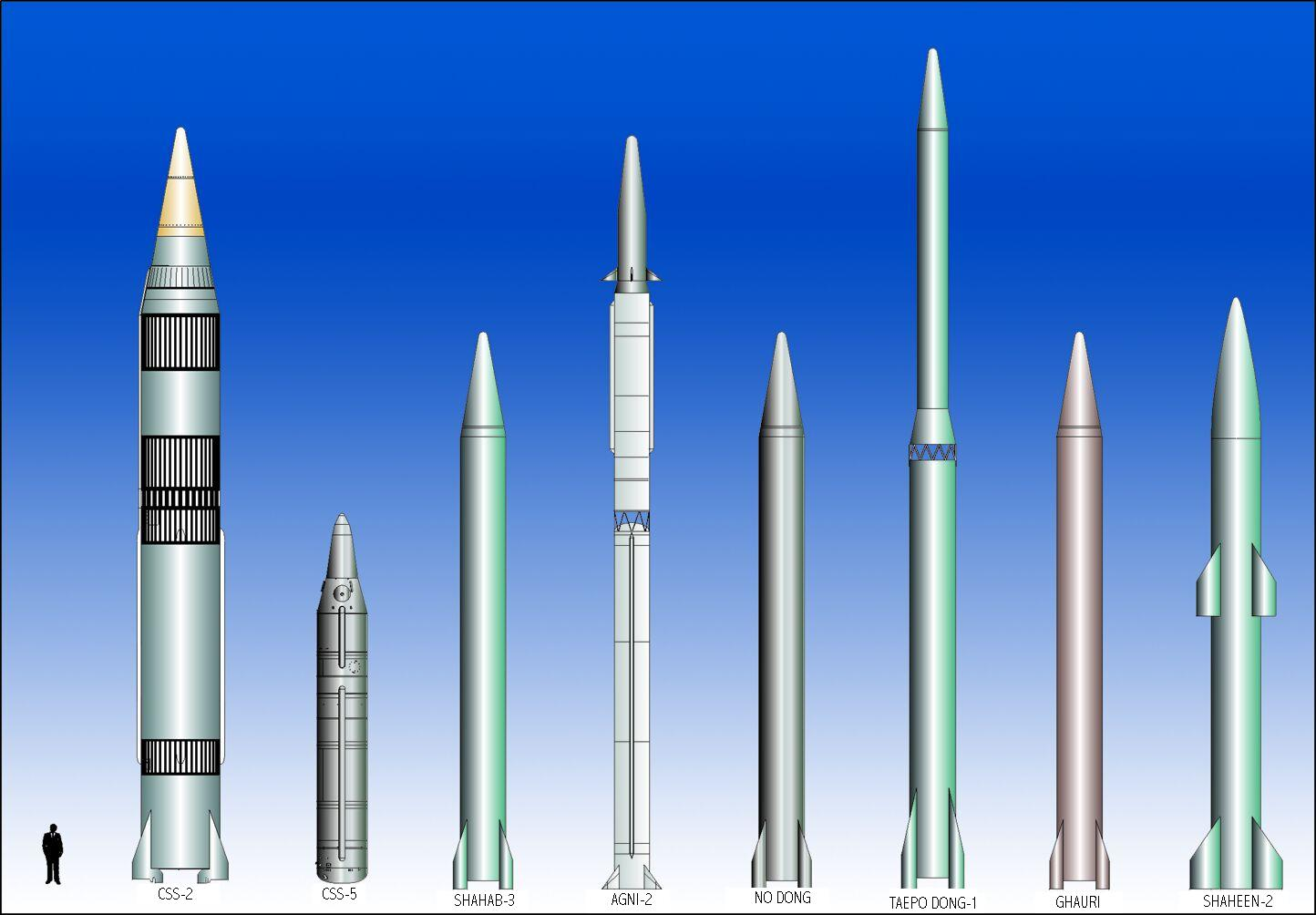
Mísseis IRBM e MRBM.

Um míssil balístico de médio alcance (MBMA; em inglês: medium-range ballistic missile, MRBM) é um míssil balístico com um alcance médio de 1 000-3 500 km. A definição de alcance é subjetiva e arbitrária; dentro do Departamento de Defesa dos Estados Unidos, um míssil de médio alcance é definido como tendo um alcance máximo entre de 1 000 e 3 000 km.
A classificação de mísseis balísticos por alcance é feita mais por conveniência, mas, em princípio, há uma pequena diferença entre um míssil balístico intercontinental (ICBM) de baixa performance e um Míssil balístico de alcance intermediário (IRBM) de alta performance. A definição de alcance usada aqui é a definição usada dentro da Agência de Defesa contra Mísseis estadunidense.

## Usos alternativos de lançadores
Mísseis balísticos de médio alcance, são por vezes adaptados, como lançadores de pequenos satélites com a adição de estágios superiores. Nos Estados Unidos, isto aconteceu com os mísseis Thor e Jupiter. Um derivado do Jupiter, o Jupiter-C foi usado para lançar o primeiro satélite dos Estados Unidos, o Explorer 1.